# Mladen Naletilić Tuta
Mladen Naletilić Tuta   (Široki Brijeg, 1 de desembre de 1946 - Mostar, 17 de desembre de 2021) va ser un comandant paramilitar croata bosnià del "Batalló de càstig" del Consell de Defensa de Croàcia (HVO) condemnat per crims de guerra pel TPIY.

## Biografia
Naletilić va néixer a Široki Brijeg, Bòsnia i Hercegovina. En la seva joventut, Naletilić va ser a Alemanya Occidental sota el programa iugoslau de treball temporal a l'estranger amb els "croats units d'Alemanya", una agència d'emigració croata. Va dirigir un casino a Singen, i, segons Miroslav Tudjman, Naletilić també era un proxeneta.
Va cooperar amb Bundesnachrichtendienst, una agència d'intel·ligència alemanya, i el Comitè Búlgar de Seguretat de l'Estat.
El 1990 va tornar a Croàcia i el 1991 va fundar una unitat de voluntaris i la va nomenar "Batalló de Convictes" (croat: Kažnjenička bojna:). El 1992, quan va començar la Guerra de Bòsnia, el "Batalló de Convictes" va ser reemplaçat a Široki Brijeg (ex Lištica) i van operar a Hercegovina. Els membres de la unitat incloïen voluntaris estrangers com a alemanys, britànics, francesos, suecs, paraguaians i argentins.
Com a integrant del Consell de Defensa de Croàcia ("Batalló de Convictes"), va lluitar contra l'Exèrcit Popular Iugoslau (JNA) i l'Exèrcit de la República Srpska (VRS). Era el comandant de la seva unitat, sota el general Ivan Andabak. Era un amic proper del llavors ministre de Defensa croat Gojko Šušak. El 2 d'agost de 1992, Naletilić va ordenar a la seva unitat assassinar Blaž Kraljević, general de les Forces de Defensa croates i general de l'Exèrcit de Bòsnia i Hercegovina (ARBiH), juntament amb vuit membres del personal de Kraljević. Naletilić va premiar a vint dels homes de la unitat amb 5.000 marcs alemanys cadascun. Kraljević es va oposar als intents del president croat Franjo Tuđman i el seu partit de la Unió Democràtica Croata (HDZ), així com de Mat Boban i Radovan Karadžić per a dividir Bòsnia i Hercegovina.
El 1993 Jusuf Prazina es va unir a la unitat de Naletilić. Va ser un dels organitzadors de la defensa de Sarajevo i també un criminal. Quan va esclatar la Guerra de Croato-Bosniana el 1992, el "Batalló de Convictes" va lluitar contra ARBiH a Jablanica, Doljani i Vakuf. El 17 d'abril de 1993, la seva unitat va atacar el llogaret de Sovići i va traslladar bosnians per la força. El 9 de maig de 1993, membres del "Batalló de Convictes" van participar en el setge de Mostar oriental.
El novembre de 1993, Naletilić va tenir un conflicte personal amb el general Slobodan Praljak de la HVO i, per tant, es va veure obligat a abandonar el seu lloc de Cap d'Estat Major de la HVO. El 1994, Naletilić es va oposar a la treva entre croates i bosnians i també es va oposar a l'abolició de la República Croata d'Herceg-Bòsnia, una entitat no reconeguda de Bòsnia i Hercegovina, acusant amargament a Gojko Šušak i Franjo Tudjman de traïció.
Després d'acabar la guerra, va abandonar l'exèrcit. El 1997 va ser detingut i condemnat per l'assassinat de Robert Nosić, un policia militar i membre de les Forces de Defensa croates de Ljubuški. Naletilić va passar dos anys a la presó de Remetinec. Perproblemes de salut, va ser traslladat al Centre Hospitalari Universitari de Zagreb el 14 de novembre de 1999. El març de 2000, Naletilić va ser extradit al TPIY a la Haia i condemnat a 20 anys de presó per crims de guerra durant la guerra Croato-Bosniana. El 24 d'abril de 2008 va ser traslladat per a complir la seva condemna a Itàlia. Des del 18 d'octubre de 1999 li van concedir crèdits per temps de servei. L'alliberament anticipat es va concedir el 29 de novembre de 2012 i Naletilić va ser posat en llibertat el 18 de febrer de 2013. Va morir el 17 de desembre de 2021, a l'edat de 75 anys.